# ボルボ・140
ボルボ・140シリーズは、スウェーデンの 自動車メーカー ・ボルボが1966年から1974年まで生産した乗用車である。

## 概要
エンジンや足回りなどの機構面では先代に当たるアマゾン（120系）を踏襲したが、ボルボ車の特徴としての安全性を従来以上に前面に押し出した設計となり、アマゾン系とは対照的に角張ったボディは前後にクラッシャブルゾーンが設けられ、分厚いドアに象徴されるように側面衝突時の安全性も大幅に強化され、片方が故障しても80 %の制動力を確保出来る2系統式の4輪ディスクブレーキや衝撃吸収式ステアリングコラム、新しいシートベルトのロック機構を全車に装備するなど、事故回避能力も強化された。
また、「シリーズ名・エンジン気筒数・ドア数」を3桁の数字で示すネーミング方法を初めて採用、この手法はその後、ドア数の区別をやめて最後の桁が0になったものの、基本的には1990年代半ば過ぎまで踏襲された。
当初は4ドアセダンの「144」と上級の「144S」の2車種でスタートしたが、1967年にステーションワゴンの「145」、1968年に2ドアセダンの「142」を追加した。また、同年にはフロントエンドを延長して直列6気筒エンジンを搭載した高級版の「164」が派生した。
1970年秋には1971年モデルとしてマイナーチェンジを受けて、縦縞の黒いフロントグリルが与えられ、エンジンがB20系2,000 ccに拡大された。また、グレード名称がDL（デラックス）とGL（グラン・リュックス）の二本立てとなった。1973年モデルではフロントグリルが格子になり、ダッシュボードが刷新された。最後の1974年モデルでは、主力輸出先の米国の安全基準に合わせ、衝撃吸収バンパーが全世界向けに標準装備された。
1974年秋、特に前後の衝突安全性を更に高めたボルボ・240シリーズにモデルチェンジするが、140シリーズの基本的な設計は1993年に240シリーズが生産を終了するまで踏襲された。140系の累計生産台数は523,808台であった。

## 日本への導入
日本にも当時のボルボ輸入代理店であった北欧自動車によって多数が輸入され、ヤナセが販売した。

## 北朝鮮への導入
北朝鮮は、1970年代初頭に144型を1,000台輸入。一部は2014年現在も、平壌市内でタクシーとして稼働している。